# Verwaltungsgebäude für Arbeiterangelegenheiten

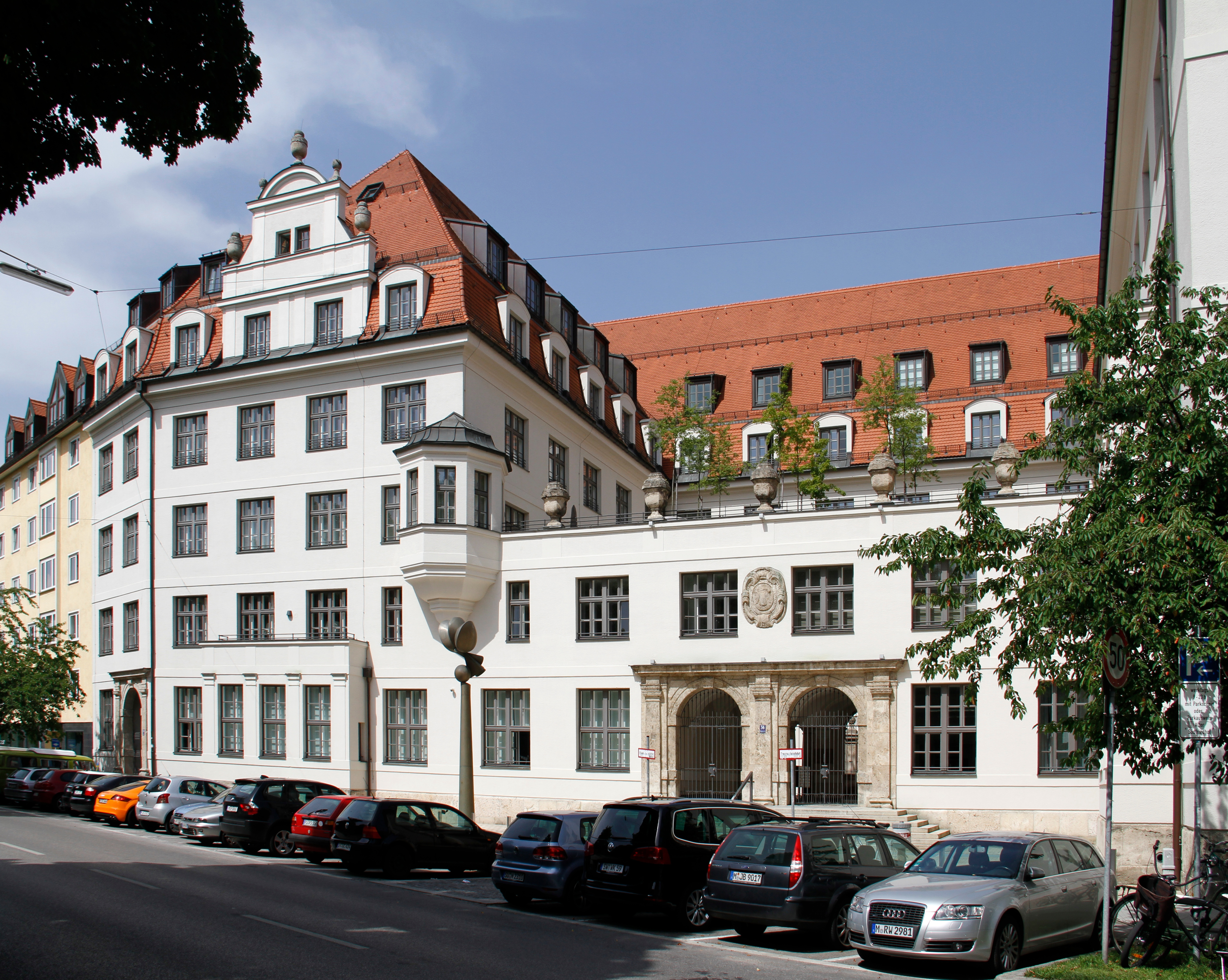
Ansicht von Nordost

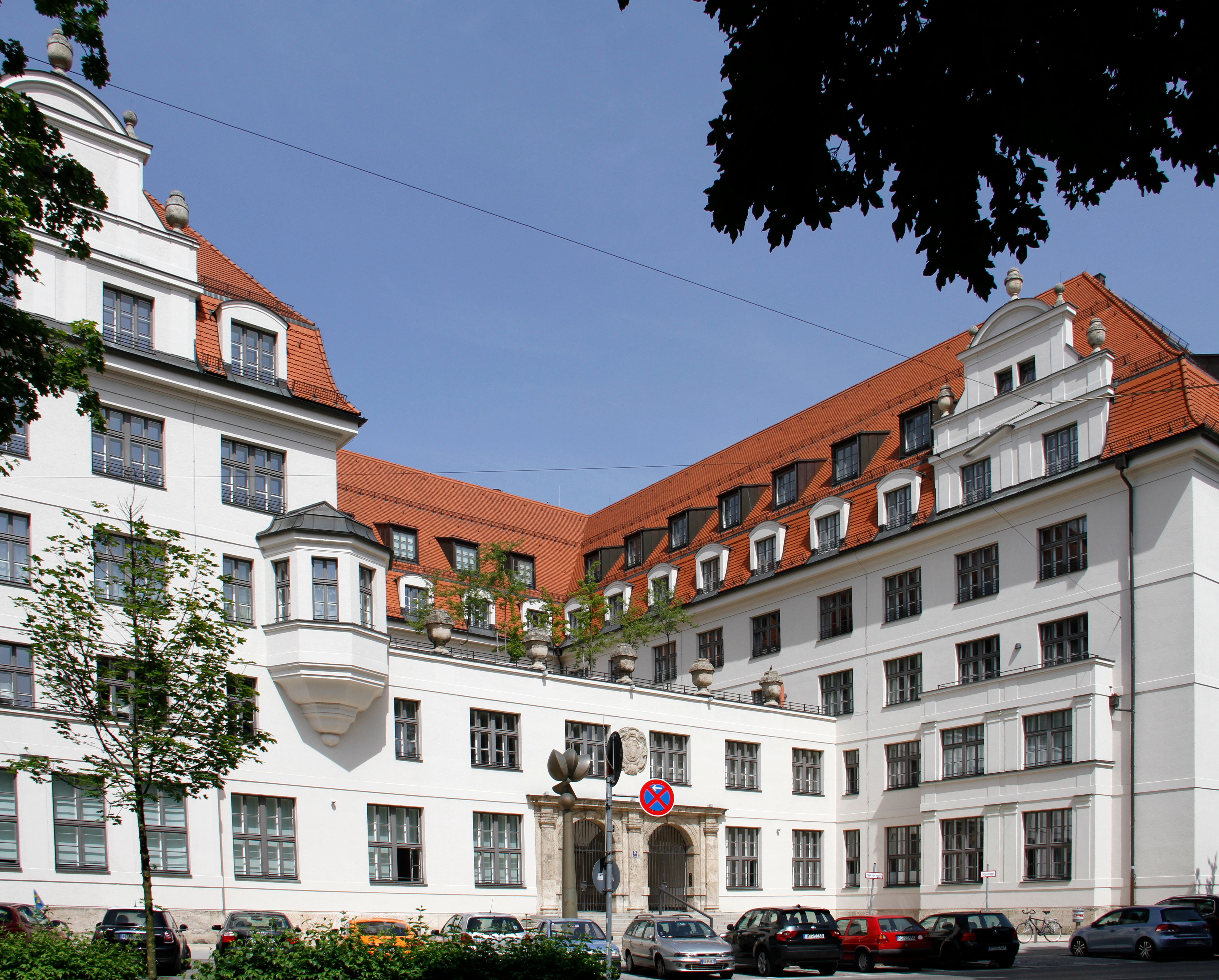
Ansicht von Südost

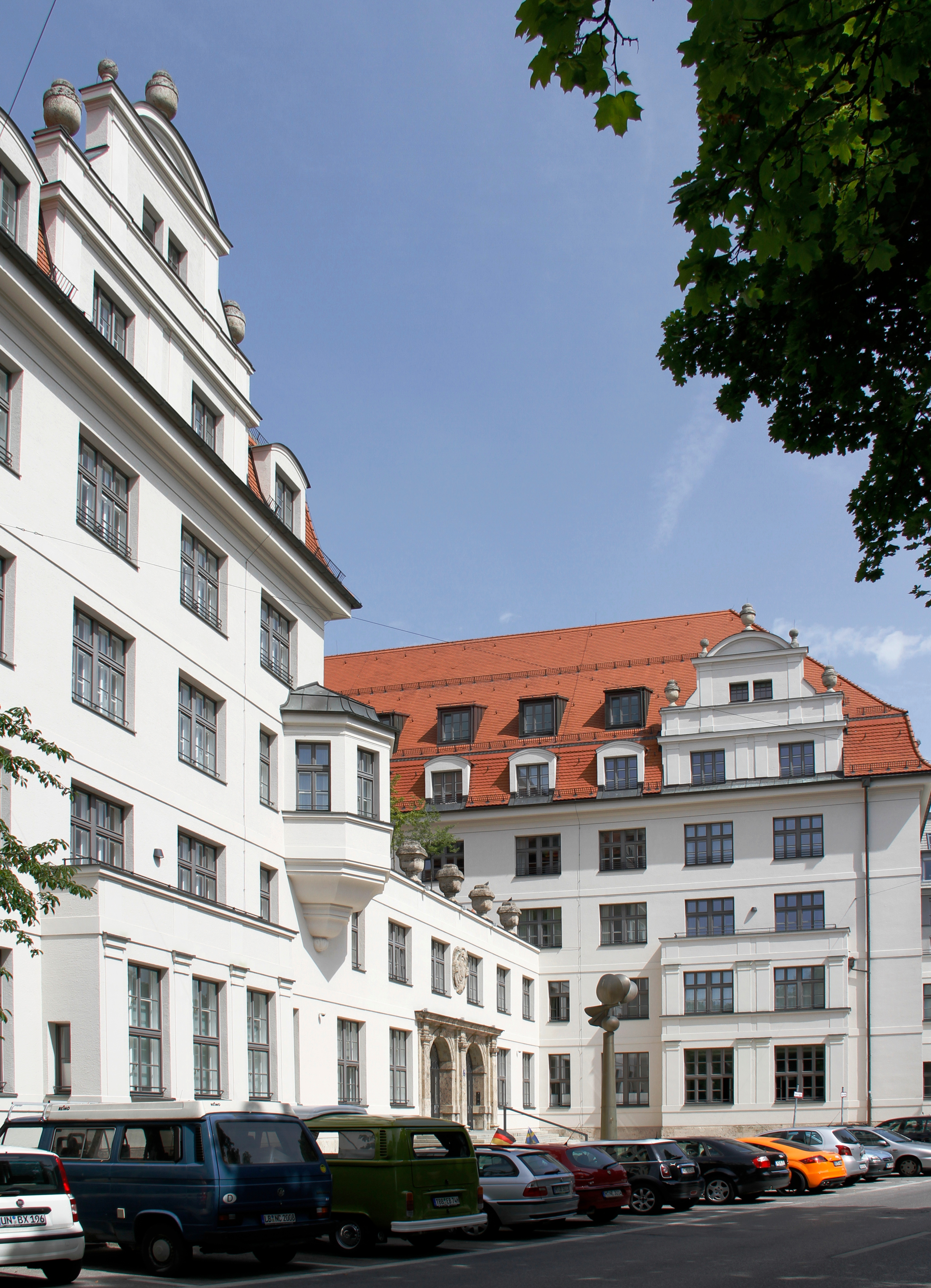
Die Hauptfassaden von Süden

Das ehemalige städtische Verwaltungsgebäude für Arbeiterangelegenheiten in München ist ein 1912/13 nach Plänen von Hans Grässel errichteter, denkmalgeschützter Gebäudekomplex im Stil des Neobarocks mit Elementen aus dem konservativen Flügel der Reformarchitektur. Er liegt in der Isarvorstadt an der Thalkirchner Straße 54/56/58 gegenüber dem alten südlichen Friedhof.
Die Nutzung des Gebäudes ist ein Spiegel der deutschen Sozialgeschichte seit Beginn des 20. Jahrhunderts, zeigt aber einzelne Besonderheiten des Standorts München. Waren seit 1914 zeitweise auch andere Behörden dort angesiedelt, wurde es ab 1925 nur noch als Arbeitsamt genutzt. Als diese Verwendung nach 2004 endete, wurde es von 2007 bis 2010 zu einem Wohngebäude des Luxussegments umgebaut.

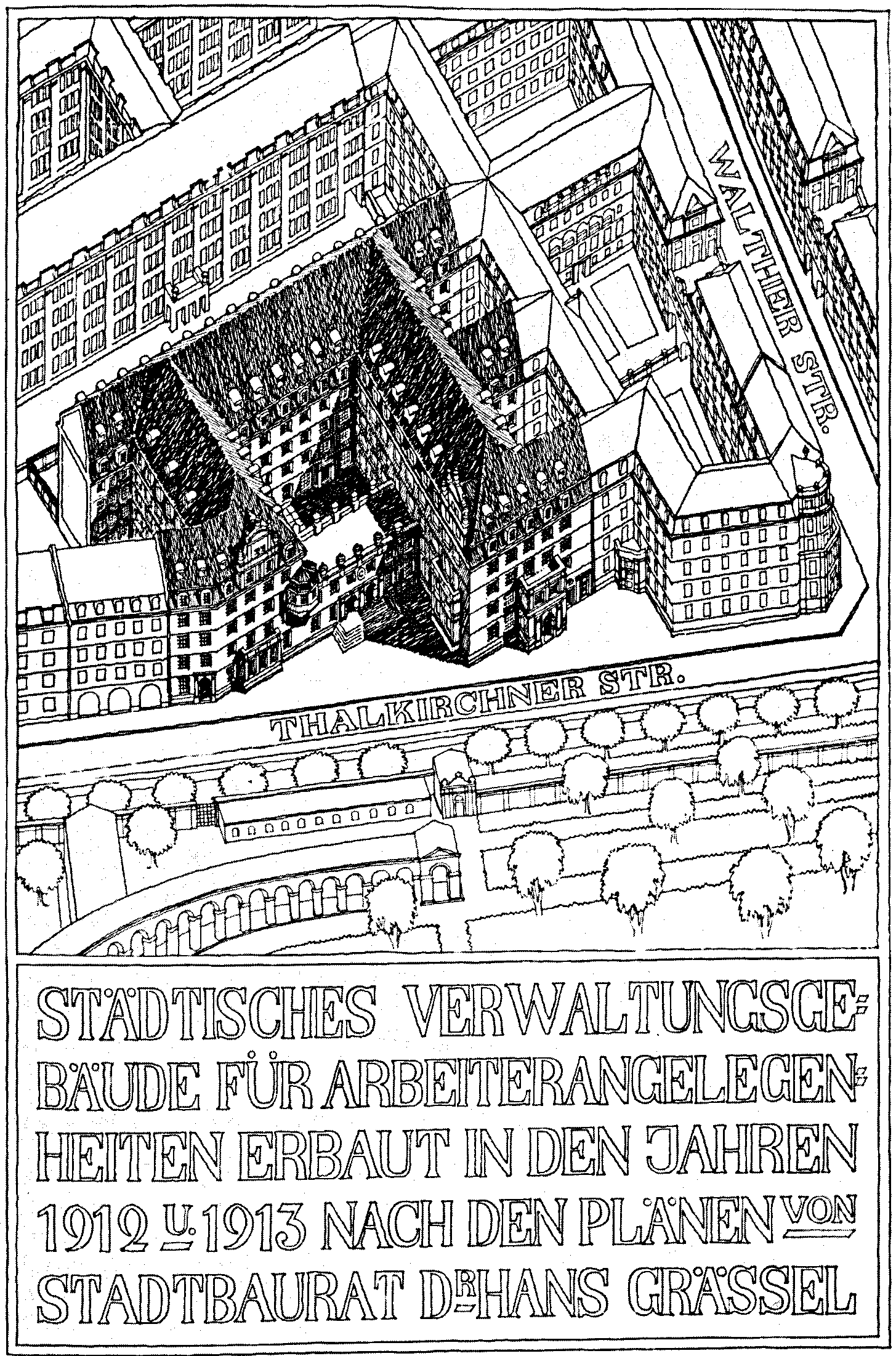
Isometrische Darstellung des Gebäudes, 1913

## Geschichte
Die Industrialisierung und das Wachstum der Stadt München ab den 1880er Jahren ließen erstmals Arbeitslosigkeit als ein soziales Problem erscheinen. Eine soziale Absicherung von Arbeitslosen gab es nicht. Sie fielen in die seit 1869 bestehende, allgemeine kommunale Armenversorgung, die aber restriktive Bedingungen auferlegte. Arbeitsfähige Arme hatten keinen Anspruch auf Leistungen. Daher kam es darauf an, sie schnellstmöglich in Arbeit zu vermitteln. 1893 kam in der Folge eines reichsweiten Kongresses des Freien Deutschen Hochstifts in Frankfurt der Vorschlag auf, in München eine kommunale Einrichtung zur Arbeitsvermittlung zu schaffen, die die Meldungen freier Arbeitsplätze entgegennimmt und sie Arbeitssuchenden zur Verfügung stellt. Nach längeren Vorbereitungen einschließlich einer Studienreise zu bereits bestehenden Zentralarbeitsnachweisen in Stuttgart und Karlsruhe nahm das städtische Arbeitsamt München am 1. November 1895 den Betrieb auf. Damit wurde München zu einem Vorreiter der öffentlichen Daseinsvorsorge, was der Stadt in Politik und Verwaltung entsprechende Reputation einbrachte. Das neue Amt war in der ehemaligen Alten Isarkaserne auf der Kohleninsel untergebracht. 1897 und 1909 zog die Behörde innerhalb der Isarkaserne in jeweils größere Räume um.
Seit 1898 war das städtische Arbeitsamt München auch Hauptarbeitsvermittlungsstelle für den Bezirk Oberbayern im Rahmen einer langsam beginnenden überregionalen Zusammenarbeit der in einzelnen Städten und Gemeinden eingerichteten Arbeitsämter. 1900 wurde ein Verbund bayerischer Arbeitsnachweise gegründet, der ebenfalls im Münchner Arbeitsamt angesiedelt war. In den Jahren 1905 und 1910 wurden wegen des steigenden Bedarfs Zweigstellen des Arbeitsamts München in Schwabing im Norden und in Haidhausen im Osten der Stadt eingerichtet.
Die Arbeitsvermittlung stieg deutlich an. Waren im ersten vollen Geschäftsjahr 1896 noch 47.008 Arbeitsgesuche und 30.057 Stellenangebote entgegengenommen worden, die zu 25.586 Stellenbesetzungen führten, stiegen die Zahlen bis 1913 auf 111.733 Arbeitssuchende, 84.995 Stellenangebote und 72.901 Vermittlungen an. Seit 1905 richtete die Stadt München auch freiwillig und in Zusammenarbeit mit dem Gewerkschaftsverein eine Erwerbslosenfürsorge ein. Verheiratete Arbeitslose, die mehr als acht Tage ohne Beschäftigung waren, erhielten 4 Mark pro Woche, wenn sie ihre Kennkarte täglich abstempeln ließen.
Nachdem der südliche Teil der Kohleninsel bereits 1904 für die ersten Bauabschnitte des Deutschen Museums überlassen worden war, folgte der nördliche Teil mit den restlichen Bauten der Isarkaserne 1905. Für das ebenfalls in der Kaserne untergebrachte städtische Wehramt wurde 1910 ein Neubau beschlossen. Für das Arbeitsamt wurde zunächst der Umzug in bestehende städtische Verwaltungsbauten überlegt. Als sich herausstellte, dass das städtische Versicherungsamt wegen Platzmangels aus dem Neuen Rathaus ausziehen musste und zugleich das Kaufmanns- und Gewerbegericht sowie das städtische Statistische Amt mitsamt seinen Unterbehörden Vermittlungsamt und Wohnungsamt neue Räume suchten, wurde ein Neubau beschlossen.

### Planung und Bau
Als Bauplatz für das städtische Verwaltungsgebäude wurde ein Grundstück an der Thalkirchner Straße ausgewählt. Es lag zwar nicht in der Innenstadt, aber nur einige hundert Meter südlich des Sendlinger Tors, in der Isarvorstadt. Die andere Hälfte des ehemals bis zur Maistraße durchgehenden Grundstücks war kurz zuvor für die Allgemeine Ortskrankenkasse erworben worden, so dass sich die direkte Nähe zu diesem anderen „Zweig der sozialen Arbeiterfürsorge“ vorteilhaft auswirken könnte. Zudem lag es direkt an der Trambahn zum Isartalbahnhof. Die Stadt kaufte 1911 das Grundstück mit 4.260 m² für 312.000 Goldmark.
Das Umfeld des Grundstücks war zunächst durch die benachbarte Industrie geprägt. Zwischen der bürgerlichen Bebauung im unmittelbaren Umfeld des Sendlinger Tors und dem Bauplatz lag das 1909 aufgelassene Gaswerk in der Thalkirchner Straße, das älteste Gaswerk Münchens. Auf dem nördlichen Nachbargrundstück des Arbeitsamtes stand die Weißbier-Brauerei Schramm. Einige hundert Meter südlich, jenseits der Kapuzinerstraße, lagen die großflächigen Gelände des Münchner Schlachthofs und der ab 1912 sich anschließenden Großmarkthalle.
Die Planung wurde durch den Magistratsrat Freiherr von Freyberg dem Münchner Stadtbaurat Hans Grässel übertragen, der seit 1890 im Amt war und die Pläne zu zahlreichen kleineren und größeren öffentlichen Bauten entworfen hatte. Grässel plante im Laufe des Jahres 1911 ein Gebäude, das trotz Massivbau flexibel an Änderungen der Grundrisseinteilung, Vergrößerungen und Verschiebungen der Amtsräume angepasst sein sollte. Da die seitlichen Grundstücksgrenzen in einem schrägen Winkel gegenüber der Vorderkante verliefen, musste die Bebauung entweder von der Straßenfront abweichen oder verwinkelte Räume in Kauf nehmen. Grässel entschied sich dafür, die Gebäudefront rechtwinklig zu den seitlichen Grundstücksgrenzen zu führen und einen kleinen dreieckigen Vorplatz anzulegen. Die Seitenflügel des Komplexes wurden somit  ungleich lang.
In seiner Sitzung vom 19. Dezember 1911 genehmigte der Magistrat der Stadt den Bau und stellte 1,2 Millionen Mark in den Haushalt ein. Grässel begann im Januar 1912 mit der Detailplanung. Im April 1912 erging die Baugenehmigung mit einigen Auflagen. In den Monaten Mai bis Juli erteilte die königliche Regierung als Aufsichtsbehörde die Ausnahmegenehmigungen, von der Baulinie direkt an der Straße abzuweichen und im vierten Stock Räume mit Publikumsverkehr einzurichten. Nach der Bauordnung war dies normalerweise nicht gestattet. Hier wurde es aber durch die Planung eines Aufzugs und einer besonders feuerhemmenden Bauweise ermöglicht. Bis 1. Juli vollendete Grässel die Detailplanung, und am 11. Juli gab die Stadt München den Bau in Auftrag.
Nachdem zunächst die alte Bebauung des Grundstücks abgerissen worden war, begann der Neubau Ende August 1912. Am 3. Mai 1913 erfolgte das Richtfest mit dem Aufstellen des Dachstuhls, am 14. April 1914 war der Neubau vollendet, und das Versicherungsamt zog als erster Nutzer in die neuen Räume ein. In den nächsten Tagen folgten das Arbeitsamt, das Kaufmanns- und Gewerbegericht sowie das städtische Statistische Amt. Die förmliche Übergabe fand am 13. Mai statt. Die Schlussabrechnung erfolgte im Mai 1916. Dabei hatte die Bauleitung den Kostenrahmen deutlich unterschritten, so dass rund 103.000 Mark eingespart werden konnten. Der Magistrat der Stadt München beschloss, 70.000 Mark daraus zur „Unterstützung notleidender Künstler“ zu verwenden.
Wie bei seinen früheren Bauten verfasste Grässel, der seit 1912 Honorarprofessor und seit 1913 ordentlicher Professor an der Königlichen Technischen Hochschule war, im Anschluss 1916 ein Buch über das Projekt, aus dem nicht nur technische Daten und die Schlussabrechnung, sondern auch seine Überlegungen zur Gestaltung hervorgingen.

Der Wartesaal für ungelernte Arbeiter, kurz nach der Fertigstellung des Arbeitsamtes

Vermittlungsraum in der Frauenabteilung

### Nutzung als Arbeitsamt
Die Behörden nahmen im April 1914 den Betrieb im Neubau auf. Im Untergeschoss begann im November 1914 der Verein für Oeffentliche Speisehallen mit der Essensausgabe, die aber teurer war als die städtischen Suppenanstalten. Nach Beginn des Ersten Weltkriegs im August desselben Jahres wurden die Räume des Statistischen Amts und ab 1916 auch die des Gewerbe- und Kaufmannsgerichts für die Lebensmittelversorgung der Stadt genutzt. Während des Krieges ordnete die Stadt München ihre Arbeitslosenunterstützung neu und weitete sie auf alle Arbeitslosen aus. Bei der Niederschlagung der Münchner Räterepublik wurde im Mai 1919 das Gebäude von der Reichswehr besetzt und zeitweilig als Hauptquartier genutzt. Dabei wurden im Hof ad hoc Gefangene erschossen.
Das Arbeitsamt musste nach dem Ende des Krieges und in der Weimarer Republik wegen der steigenden Arbeitslosigkeit weitere Räume im Gebäude beanspruchen und Zweigstellen in mehreren anderen Stadtvierteln einrichten. Seit 1921 wurde eine Berufsberatung für Schüler angeboten, auch hierbei war München unter den Vorreitern in Deutschland. Das Arbeitsnachweisgesetz von 1922 hatte auf die Arbeit in München keine Auswirkungen, da hier eine der fortschrittlichsten Arbeitsvermittlungen bestand, die diesem Gesetz als Vorbild diente. Der Höhepunkt der Inflationszeit ließ Anfang 1923 den Arbeitsmarkt für gewerbliche Berufe völlig zusammenbrechen. Dagegen stellten zunächst die Banken zusätzliches Personal ein. Gegen Ende des Jahres folgte auch die Finanzbranche dem Trend. Allerdings kam es nach der Einführung der Rentenmark im November 1923 schon Anfang 1924 zu einer unerwartet schnellen Erholung der Industrie, die sich auf die Zahlen des Münchner Arbeitsamtes auswirkte. Ende 1923 wurde die Erwerbslosenfürsorge dem Arbeitsamt direkt unterstellt. Gleichzeitig wurde auch der erste Kontrolldienst des Arbeitsamtes gegen Schwarzarbeit aufgebaut.
Ab 1925 nutzte das Arbeitsamt das gesamte Gebäude. Schon bald war es aber wieder völlig überlastet, denn die günstigen Umstände auf dem Münchner Arbeitsmarkt hielten nicht lange an. Alleine zum Jahresanfang 1927 stieg die Zahl der Arbeitssuchenden innerhalb einer Woche um 9.000, die Gesamtzahl erreichte 42.000, von denen 33.247 eine Unterstützung erhielten. Täglich suchten 25.000 Arbeitssuchende das Arbeitsamt auf, und 80.000 Mark wurden jeden Tag ausgezahlt. Noch weit größerer Andrang herrschte an den Tagen, an denen die monatliche Bescheinigung über den Anspruch auf Mietnachlass in städtischen und Genossenschaftswohnungen ausgestellt wurde.
Ein Teil der Belastung für Arbeitssuchende und Mitarbeiter der Verwaltung ging darauf zurück, dass die Arbeitslosenunterstützung als Fürsorge ausgestaltet war und die Antragsteller ständig ihre Bedürftigkeit nachweisen mussten. Seit Jahren forderten Gewerkschaften und die SPD, eine Sozialversicherung einzuführen. Ende 1927 ging die Zuständigkeit für die Arbeitsverwaltung von der Stadt auf das Reich in Form der Reichsanstalt für Arbeitsvermittlung und Arbeitslosenversicherung mit Sitz in Berlin über, und die Erwerbslosenfürsorge wurde zur Arbeitslosenversicherung. Die Zuständigkeit wurde erweitert und das Amt in Öffentlicher Arbeitsnachweis, Arbeitsamt München für die Bezirke München Stadt und Land, Hauptarbeitsamt für den Bezirk Oberbayern umbenannt. Das Eigentum am Grundstück und Gebäude ging ebenfalls auf das Reich über, wofür die Stadt eine Entschädigung erhielt.
Während des Ersten Weltkriegs und in der Weimarer Republik wurde das Umfeld des Arbeitsamtes aufgewertet, als auf dem Grundstück des ehemaligen Gaswerks die Frauenklinik an der Maistraße, die dermatologische Klinik Thalkirchner Straße und das Pathologische Institut der Universität entstanden, wodurch das Klinikviertel nach Südosten erweitert wurde.
In der Weltwirtschaftskrise stiegen die Arbeitslosenzahlen sprunghaft an. Waren in München im März 1928 24.463 Arbeitslose als Empfänger der verschiedenen Leistungen gemeldet, so erreichte der Wert Ende Februar 1929 schon 42.300. Deshalb wurden die Anforderungen für den Leistungsbezug erhöht, und auch der Beitragssatz stieg. 1930 wurden Jugendliche unter 21 Jahren von der Arbeitslosenunterstützung ausgeschlossen. 1931 richtete die Stadt einen freiwilligen Arbeitsdienst für sie ein, bei dem sie einfache und billige Wohnbauten im Münchner Norden errichteten. Ebenfalls 1931 wurden alle Leistungen um 10 % gekürzt. Im Amt verschob sich in dieser Zeit die Tätigkeit weitgehend von der eigentlichen Vermittlung von Arbeitsplätzen zur Registrierung von Arbeitslosen, der Berechnung der Leistungen und soweit möglich dem Besetzen von Plätzen in Beschäftigungsmaßnahmen. Kommunale Arbeitsbeschaffungsmaßnahmen litten aber unter der Finanznot der Stadt, die nicht zuletzt durch die soziale Lage bedingt war. Alle Arbeitslosen mussten dreimal pro Woche zur Behörde kommen und einmal beim Vermittler, einmal bei einer Kontrollstelle und einmal zur Barauszahlung der Unterstützung vorsprechen. Häufig kam es zu Unruhen unter den Wartenden, immer wieder zu Schlägereien. In den letzten Jahren der Weimarer Republik waren daran immer häufiger NSDAP-Angehörige beteiligt.
In der Zeit des Nationalsozialismus besetzten zwei SA-Trupps am 11. März 1933 das Verwaltungsgebäude und nahmen den Großteil der Mitarbeiter als verdächtige „Kommunisten“ und „Sozialisten“ fest. Sie wurden „durch bewährte SA-, SS- und NSDAP-Mitglieder ersetzt“, wobei anzunehmen ist, dass auch Mitarbeiter des Amts in die Partei eintraten. Der Vorsitzende der Münchner SPD, Thomas Wimmer, der seit November 1918 Vermittler für die Holzberufe im Arbeitsamt war, wurde entlassen. Von 1948 bis 1960 amtierte er als Münchner Oberbürgermeister. Der Direktor des Arbeitsamtes, Robert Adam, hatte sich gegenüber der NSDAP „nachsichtig“ gezeigt und wurde bis 1945 im Amt belassen. Mit dem Reichsarbeitsdienst und der Aufrüstung Deutschlands wandelte sich die Aufgabe der Arbeitsämter von der Vermittlung von Arbeitslosen auf die Zuteilung von Arbeitsplätzen. Typisch für die vielfach parallelen Strukturen des Dritten Reiches waren die ungeklärten Zuständigkeiten, nach denen unter anderem die Organisation Todt und der Reichsarbeitsdienst über Arbeitskräfte verfügen konnten, ohne die Arbeitsämter informieren zu müssen. Jüdische Arbeitslose wurden von Anfang an diskriminiert. Nach der Reichspogromnacht wollten viele Betriebe keine Juden mehr beschäftigen, die Münchner Stadtverwaltung setzte sich ebenfalls für einen Ausschluss jüdischer Angestellte und Arbeiter ein. Dabei war insbesondere der NSDAP-Oberbürgermeister Karl Fiehler einflussreich, der bereits seit 1926 für die Partei im Verwaltungsrat des Arbeitsamtes saß. Eine Beteiligung an prestigeträchtigen Arbeitsdiensten, wie dem Bau der Reichsautobahnen, kam für sie ebenfalls nicht in Frage. Ab März 1941 wurden große Teile der noch in München verbliebenen Juden zum Bau der Judensiedlung Milbertshofen eingesetzt, später auch für Aufräumarbeiten nach Luftangriffen. Sie erhielten Rationen, die noch 15 % unter dem Satz für polnische Zwangsarbeiter lagen. 1942 wurden mit der Berufung von Fritz Sauckel zum Generalbevollmächtigten für den Arbeitseinsatz Gauleiter, Rüstungskommissionen und die Deutsche Arbeitsfront weisungsbefugt gegenüber den Arbeitsämtern. Wegen des Arbeitskräftemangels in Deutschland wurden 1943/44 Mitarbeiter des Landesarbeitsamtes München in von der Wehrmacht besetzte Gebiete gesandt, um dort sowohl freiwillige Arbeitskräfte als auch Zwangsarbeiter für die Münchner Wirtschaft, insbesondere Rüstungsbetriebe,  zu verpflichten.
Gegen Ende des Zweiten Weltkriegs wurde das Verwaltungsgebäude durch Luftangriffe stark beschädigt. Das Arbeitsamt nahm jedoch unmittelbar nach Kriegsende trotz der Zerstörungen sofort wieder den Betrieb auf; vorläufig unter städtischer Leitung und Verantwortung. Die Renovierung des Gebäudes dauerte bis 1951. Im folgenden Jahr wurde die Bundesanstalt für Arbeitsvermittlung und Arbeitslosenversicherung gegründet, und das Arbeitsamt wurde zur Bundesbehörde. In den ersten Nachkriegsjahren bestand in München eine besonders hohe Arbeitslosigkeit von Kriegsversehrten und Vertriebenen. Im Januar 1950 waren rund 30.000 Arbeitslose in München gemeldet, bei den arbeitsfähigen Heimatvertriebenen lag die Quote bei 42 %. Der Schriftsteller Siegfried Sommer schrieb 1952:

„Es ist kein guter Boulevard, die Thalkirchner Straße, eher eine Via Mala, eine Straße des Übels. Die reichen Leute gehen dort nicht auf und ab, nur die Arbeitslosen tragen ihre starken Arme sinnlos hin und her.“

In der Zeit des Wirtschaftswunders wurde auch in München nahezu Vollbeschäftigung erreicht. Bei der Anwerbung von Gastarbeitern prüfte das Arbeitsamt die Anwerbeaufträge und stellte Begleiter in den Sonderzügen, mit denen die Arbeitsmigranten nach München kamen. Die Aufgaben der Behörde wuchsen, und in den Zeiten der Massenarbeitslosigkeit ab den 1970er Jahren durch den Strukturwandel des produzierenden Gewerbes reichten die Räume nicht mehr aus. 1975 kaufte die Bundesanstalt ein nahe gelegenes Grundstück, das bisher dem Schlachthof gedient hatte, und plante einen erheblich größeren Neubau.
Die Zeit der Massenarbeitslosigkeit kommt auch im Text von Hans Söllners erstem, im Jahr 1983 veröffentlichten Song Endlich eine Arbeit zum Ausdruck. Dort singt der Rebell und Liedermacher: „heit muß i no mal auffi ins Arbeitsamt Thalkirchner Straß, langsam gengas mir auf’d Nerven, mit der Zeit kriag i an Haß.“
Der Neubau an der Kapuzinerstraße wurde 1987 eröffnet, und im Verwaltungsgebäude an der Thalkirchner Straße endete der Publikumsverkehr. Allerdings verblieben Verwaltungsfunktionen des Landesarbeitsamtes im Gebäude, für die das alte Arbeitsamt zwischen 1987 und 1992 saniert wurde. Frei gewordene Räume wurden von der Münchner Stadtbibliothek übernommen. Nach der Reform der Arbeitsverwaltung 2004 wurden die Funktionen des Landesarbeitsamtes in der neuen Regionaldirektion Bayern in Nürnberg gebündelt, und das ehemalige Arbeitsamt stand leer.

### Umbau zum Wohngebäude
Die Bundesanstalt für Immobilienaufgaben verkaufte das Gebäude an das Unternehmen Vivacon, das damals noch ein Immobilienentwickler war. Die Planung wurde dem Immobilienunternehmer John Hitchcox und dem französischen Designer Philippe Starck übertragen, unter deren gemeinsamer Marke yoo das Gebäude anschließend vermarktet wurde. München war für yoo das zweite Projekt in Deutschland nach einem Neubau in der Hamburger HafenCity. Die Stadt galt dem Unternehmen als attraktiv, weil sie bei wohlhabenden Deutschen mit weitem Abstand am häufigsten mit „einem luxuriösen Wohn- und Lebensstil verbunden“ werde und zugleich die Stadt sei, in der diese Zielgruppe am liebsten wohnen möchte.
Vivacon ließ das ehemalige Arbeitsamt bis Mai 2010 in 64 Wohnungen des Luxussegments und 5 Büroeinheiten umbauen. Das Gebäude wurde einschließlich der tragenden Elemente kernsaniert und die Wohnungen mit völlig neuen Grundrissen eingebaut. Ein besonderer Aufwand bestand darin, das gesamte Gebäude vorübergehend aufzuständern, um den Keller in eine Tiefgarage umzubauen. Das Volumen der Baumaßnahmen betrug 21 Millionen Euro, davon 16 Millionen für strukturelle Anteile. Für die vorbildliche, denkmalschutzgerechte Sanierung der Fassade erhielt das Gebäude 2011 eine Auszeichnung in Form des Fassadenpreises der Landeshauptstadt München. Die Wohnungen haben Größen von 70 bis 250 m² und wurden den Kunden zwischen 3.650 und 6.850 € pro Quadratmeter angeboten. Dabei lieferte Starck die Innenarchitektur bereits mit. Die Käufer konnten aus vier als „Stilwelten“ bezeichneten Linien auswählen, die dann Charakter und Farben der Wohnung bestimmten. Die Ausstattung des Luxussegments zeigt sich nicht nur in der aufwendigen, denkmalschutzgerechten Sanierung, sondern auch im hauseigenen Fitness- und Wellnessbereich und dem rund um die Uhr besetzten Eingang mit Conciergeservice.
Starck selbst wies die Einordnung des Baus als Luxuswohnungen zurück, und sprach davon, dass sein Design ein Lebensgefühl transportiere und die Käufer der Wohnungen die Mitgliedschaft zu einem smart tribe erwerben würden, in dem sich Menschen mit ähnlichem Geschmack zusammenfinden würden. Der Träger des Umbaus verwies hingegen auf die besondere Eignung der Designwohnungen für Kapitalanleger und nannte eine Preissteigerung bereits während der Bauphase: „Die Nachfrage nach Luxusimmobilien ist in Deutschland nicht nur vorhanden; sie wächst stetig und konjunkturunabhängig.“ Das Magazin der Süddeutschen Zeitung berichtete unter der Überschrift „Die Stadt im Rausch“ von der Wertsteigerung einer der Wohnungen um 30 % innerhalb von zwei Jahren noch vor dem Erstbezug. Der Umbau des ehemaligen Arbeitsamts wird zusammen mit dem bis 2011 erfolgten Umbau des rückwärtig angrenzenden ehemaligen AOK-Gebäudes zum Isar-Stadtpalais als Beispiel für eine Gentrifizierung in München angeführt.
Mit dem für 2020 geplanten Umzug fast aller Einrichtungen des Innenstadtklinikums nach Großhadern werden große Flächen im Umfeld des Gebäudes frei, die für eine neue Nutzung zur Verfügung stehen.

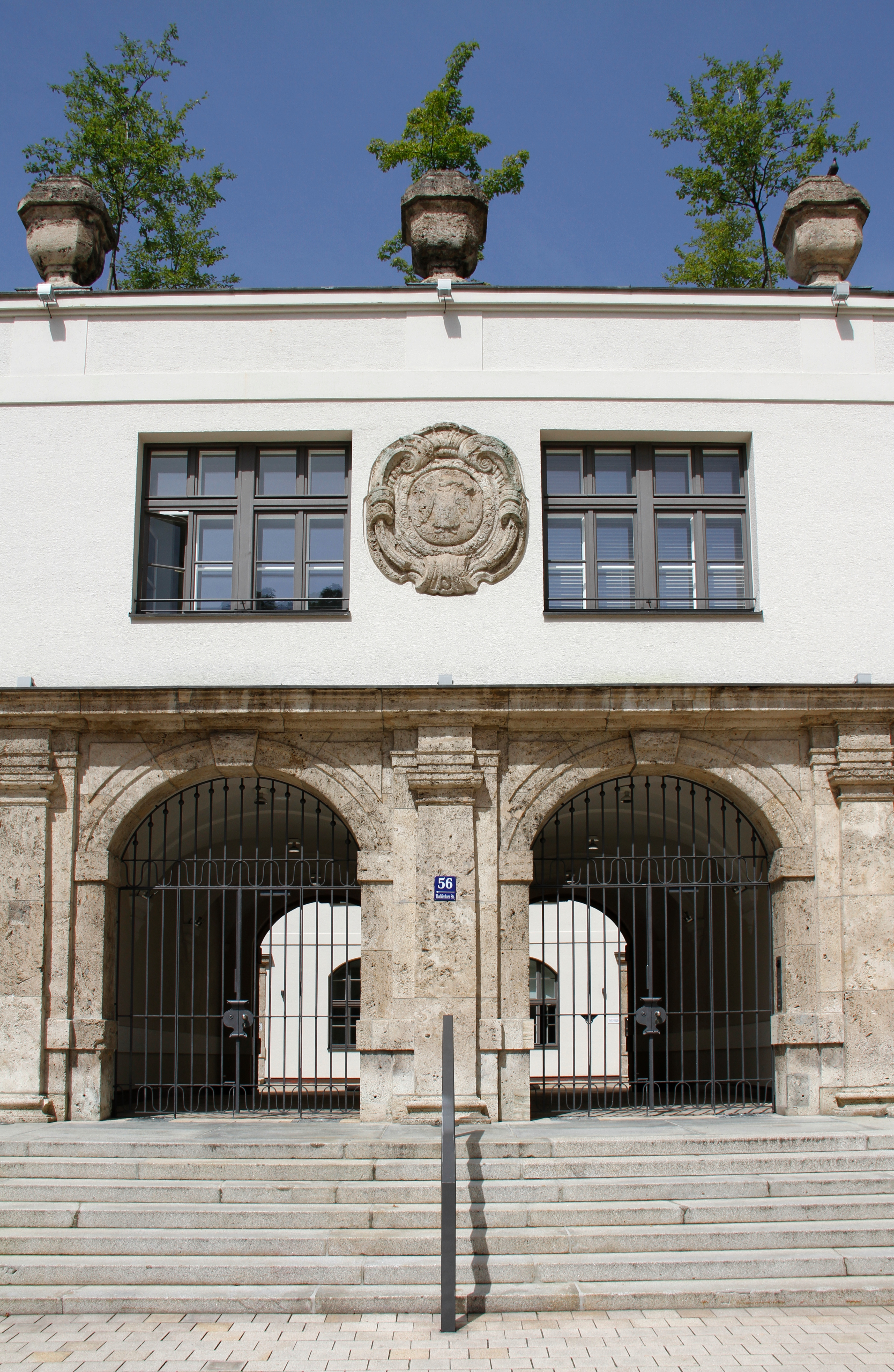
Eingangsportal mit Münchner Stadtwappen

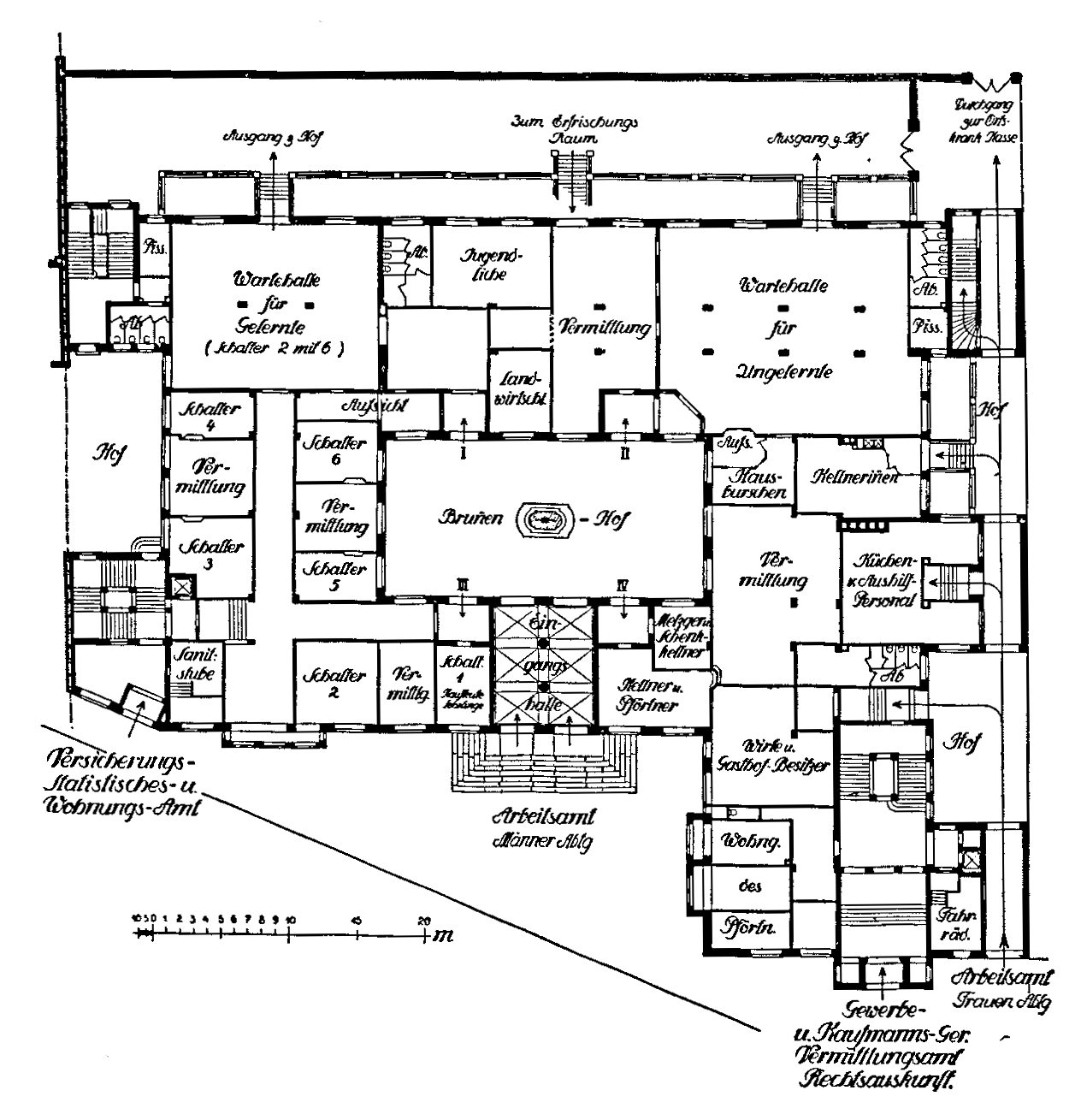
Grundriss des Erdgeschosses mit den vier getrennten Eingängen

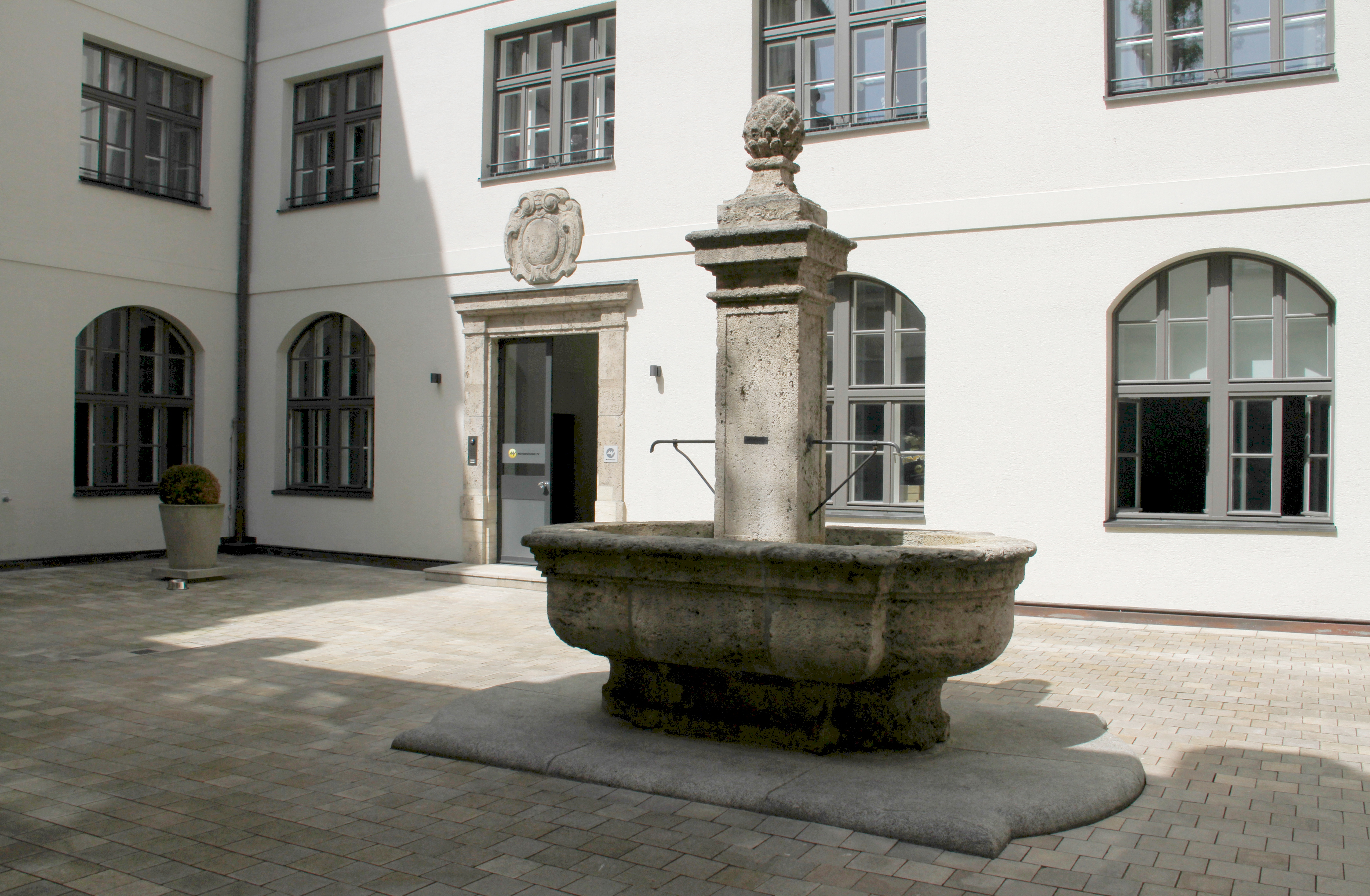
Innenhof mit restauriertem Brunnen

## Gebäude
Grässel entwarf das Gebäude als Dreiflügel-Anlage mit einem Innenhof, der durch einen niedrigen Querbau mit dem zentralen Eingangsportal abgeschlossen wurde. Im Südwesten bilden zwei Ansätze kleiner Flügel mit der angrenzenden Bebauung einen Lichthof. Im Nordosten setzen drei Flügel an. Sie hätten mit einer späteren Bebauung auf dem bislang gewerblich genutzten Nachbargrundstück fortgesetzt werden sollen. Dazu kam es jedoch nicht, so dass die Formgebung funktionslos blieb. Das Gebäude weist Keller, Erdgeschoss und vier vollwertige Obergeschosse auf. Allerdings zog Grässel die Dachflächen als Mansarddach bis unter das oberste Vollgeschoss hinunter, so dass er eine der Nachbarbebauung entsprechende Traufhöhe von 16,75 m erreichte. Über dem so voll ausgebauten Dachgeschoss schloss sich ein Dachraum an, der nur teilweise erschlossen war. Zusammen ergaben sich 7.550 m² zuzüglich des abgesetzten Kesselhauses, davon 7.084 m² Nutzfläche. Der den Hof abschließende Querbau besteht aus dem Erdgeschoss mit einem doppelten Durchgang mit zwei Säulen und einem Kreuzgewölbe sowie nur einem Obergeschoss, auf dessen Dach eine Dachterrasse angelegt ist. Das Gebäude wird durch vier Treppenhäuser erschlossen, von denen die beiden in den vorderen Gebäudeflügeln für den Publikumsverkehr vorgesehen waren.
Wegen der unterschiedlichen Behörden sah Grässel vier Eingänge vor, von denen je einer in die getrennten Arbeitsamtsbereiche für Männer und Frauen im Erdgeschoss führte und die beiden anderen zu den Treppenhäusern, die den Zugang zu den Behörden mit weniger Publikumsverkehr in den oberen Stockwerken boten. Damit das Untergeschoss voll nutzbar war und um einen Höhenunterschied zum rückwärtigen Nachbargebäude auszugleichen, legte er den Fußboden des Erdgeschosses einen Meter über das Geländeniveau an der Frontseite, wodurch ein repräsentativer Haupteingang mit vorgelagerten Treppenstufen ermöglicht wurde. Die Raumhöhen wurden in den Stockwerken mit starkem Publikumsverkehr zwischen 3,50 und 4 m angesetzt, in den Obergeschossen mit Büros mit 3,30 m. Ein Saal mit doppelter Raumhöhe erstreckte sich über zwei Geschosse und diente als Verhandlungsraum für das Gewerbegericht. Im Erdgeschoss lag eine Wohnung für den Hausmeister, während der Heizer eine kleine Dienstwohnung im vierten Obergeschoss hatte.
Trotz des klar definierten Zwecks des Gebäudes war eine der Bedingungen für den Entwurf, dass es flexibel gegenüber Verschiebungen der Nutzung sein sollte. Daher plante Grässel auf einem Fundament und einem Kellergeschoss aus Beton einen Hallenbau. Ein Gerüst aus vernieteten Walzeisenständern mit Unterzügen innerhalb der aus Backstein gemauerten Umfassungsmauern trägt die Stockwerksdecken aus Beton. Dadurch vermied er jegliche tragenden Wände im Inneren des Gebäudes bis auf Brandmauern und Treppenhäuser. Die Wände von Gängen und Büros wurden aus Schwemmstein auf der Basis von Bims hergestellt und konnten jederzeit „ohne wesentliche konstruktive Änderungen und hohe Kosten“ versetzt werden. Das Raster der Raumaufteilung entwickelte Grässel aus dem Standardbüro, das er nach einer Befragung von Beamten der Arbeitsverwaltung mit 3,80 m × 6 m ansetzte und für größere Funktionsräume verdoppelte oder verdreifachte.
Die technische Ausstattung war auf dem Stand der Zeit. Eine Zentralheizung mit Kohlefeuerung versorgte das ganze Haus, während Kalt- und Warmwasser in den Toiletten zur Verfügung standen. Alle Toiletten hatten Spülklosetts. Räume mit großem Publikumsverkehr und Sitzungssäle hatten eine Lüftungsanlage. Im Untergeschoss war eine vollständige Küche zur Speisung von Arbeitslosen eingerichtet. Dort befand sich auch die Telefonzentrale. Die künstliche Beleuchtung erfolgte mit elektrischem Licht, während Grässel im gleichzeitig von ihm errichteten städtischen Wehramt noch Leuchtgas verwendete. Ursprünglich waren zwei Paternoster-Aufzüge vorgesehen. Sie wurden jedoch zunächst nicht eingebaut, weil die Behördenleiter Bedenken hatten, ob das „allgemeine Publikum“ deren „ungewohnte Benützungsweise“ annehmen würde und welche Gefahren damit verbunden wären. Im Laufe des Jahres 1914 wurde das Gebäude schließlich mit einem Aufzug mit einer Kabine für zwei Personen plus einen Aufzugführer nachgerüstet.
Traditionelle Schmuckelemente an der Fassade sind zwei Schaugiebel mit neobarocken Formen und ein Erker im zweiten Obergeschoss am ehemaligen Vorstandsbüro des Versicherungsamtes. Diese kombinierte Grässel mit Elementen der Reformarchitektur wie die im Raster angeordneten, quadratischen Fenster und die sparsame horizontale Gliederung der Fassaden. Ebenfalls der Reformarchitektur entstammen die drei streng geometrischen Standerker mit ein beziehungsweise zwei Stockwerken Höhe, die die Hauptfassaden behutsam auflösen. Somit passt das Verwaltungsgebäude in die erste Tätigkeitsphase Grässels vor dem Ersten Weltkrieg, in der er als „modernen Einflüssen gegenüber aufgeschlossener Baumeister“ beschrieben wird. Die Verbindung mit neobarocken Elementen stellt einen Rückgriff auf traditionelle Münchner Architektur dar, den Grässel als „Charakter“ bezeichnet, während er von Architekturkritikern als „Lokalton“ eingeordnet wurde, der neben Grässel noch für Carl Hocheder und Theodor Fischer typisch sei.
In den beiden Haupttreppenhäusern wurde je ein Deckengemälde von dem Kunstmaler Martin Herz angebracht. Im Wartesaal des Arbeitsamtes für gelernte Arbeiter malte Franz Ringer zehn Wandgemälde, die verschiedene Handwerke darstellen. Eines der Deckengemälde und die Wandgemälde sind verloren, das größere der Deckengemälde ist erhalten und wurde restauriert. Es ist im Treppenhaus zum ehemaligen Handelsgericht, heute Hausnummer 54, angebracht und zeigt eine sitzende Justitia mit Waage und Buch. Ihr nähern sich Ratsuchende mit Verträgen, Geschäftsbüchern und Urkunden. Die Brüstung der Dachterrasse wird von zehn überdimensionalen Vasen aus Tuffstein geziert. Die Portale sind ebenfalls aus Tuff gehauen. Über dem Haupteingang hängt das Wappen der Landeshauptstadt München, und über vier Eingängen vom Innenhof sind Wappenschilde angebracht. In der Mitte des Hofes steht ein Brunnen, ebenfalls aus Tuffstein, aus dessen auf einem Sockel stehenden Brunnenbecken sich eine Säule mit quadratischem Querschnitt erhebt, deren schlichtes Kapitell von einer Zirbelnuss gekrönt wird. Der Brunnen wurde aus Trinkwasser gespeist und diente so auch der Erfrischung der Wartenden.
Seit 1994 steht die Skulptur Flora VI von Fritz Koenig auf dem dreieckigen Vorplatz des Gebäudes. Sie wurde als Kunst am Bau im Rahmen der Sanierung des Gebäudes von 1987 bis 1992 in Auftrag gegeben.
Durch die mehrflügelige Anlage mit gestufter Höhe gelang es Grässel, die offene Front mit Licht- und Luftzufuhr und unverbaubarer, sonniger Lage gegenüber dem südlichen Friedhof mit 154 m doppelt so lang zu gestalten wie die einfache Grundstücksbreite. Zugleich erzielte er einen „bewegten Baukörper mit guter Licht- und Schattenwirkung“. Grässel selbst schrieb von einer „befriedigenden Außenerscheinung“, die den Eindruck einer „Beamtenkaserne“ vermied. Hof und Vorplatz schufen auch ausreichend Wartebereiche, so dass zumindest in den ersten Jahren des Gebäudes „jedes Gedränge trotz des regen Verkehrs vermieden“ wurde. Eine Fachzeitschrift beendete 1916 die Vorstellung des Gebäudes mit den Worten: Mit dem Verwaltungsgebäude für Arbeiterangelegenheiten „hat die Stadt München ein für derartige Verwaltungsgebäude vorbildliches Werk geschaffen“.